# Stazione di Pieve Rossa
La stazione di Pieve Rossa è una fermata ferroviaria della ferrovia Reggio Emilia-Guastalla. Serve la località di Pieve Rossa, frazione del comune di Bagnolo in Piano, in provincia di Reggio Emilia.
È gestita da Ferrovie Emilia Romagna (FER).

## Strutture e impianti
La fermata conta un unico binario, servito da un marciapiede lungo 104 metri e alto 25 centimetri sul piano del ferro.

## Movimento
La stazione è servita da treni regionali svolti da Trenitalia Tper nell'ambito del contratto di servizio stipulato con la regione Emilia-Romagna.
A novembre 2019, la stazione risultava frequentata da un traffico giornaliero medio di circa 52 persone (28 saliti + 24 discesi).